# 巴達維亞航空

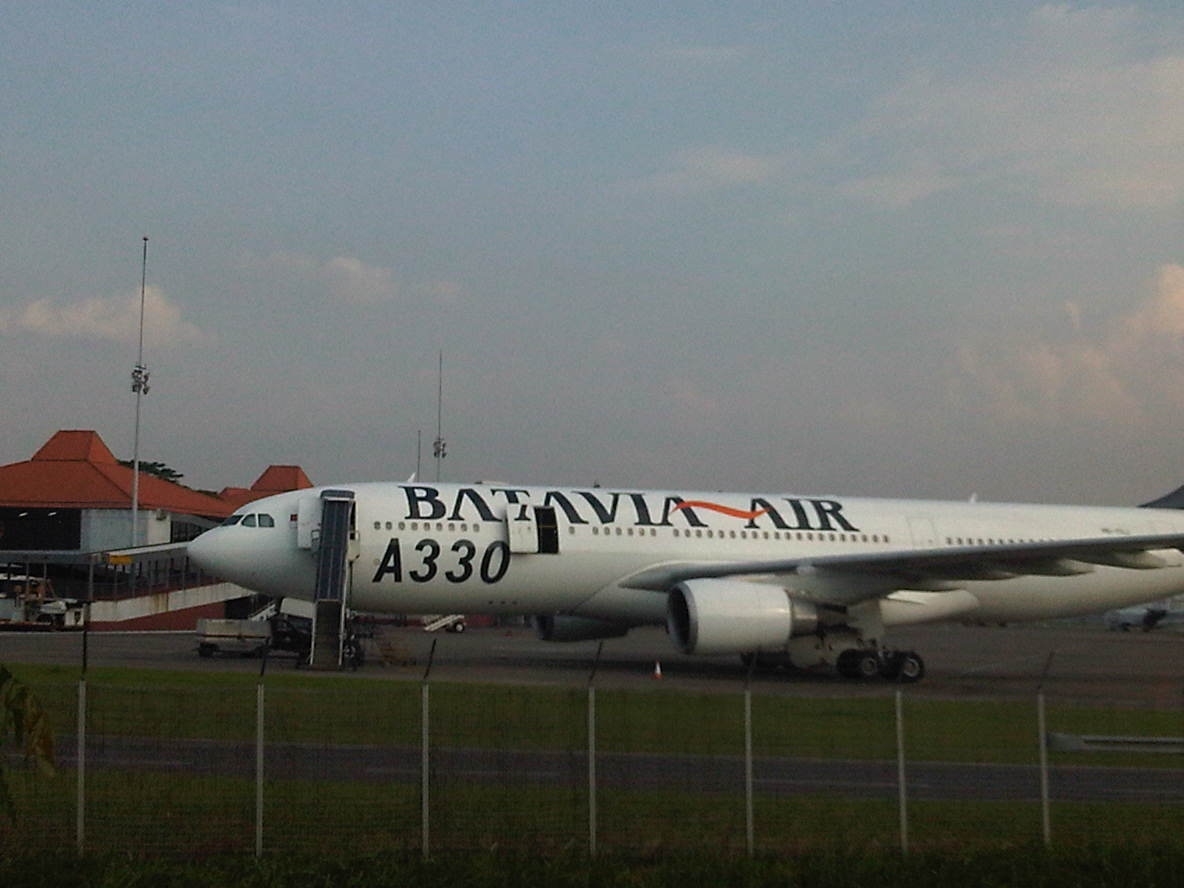
巴達維亞航空A330

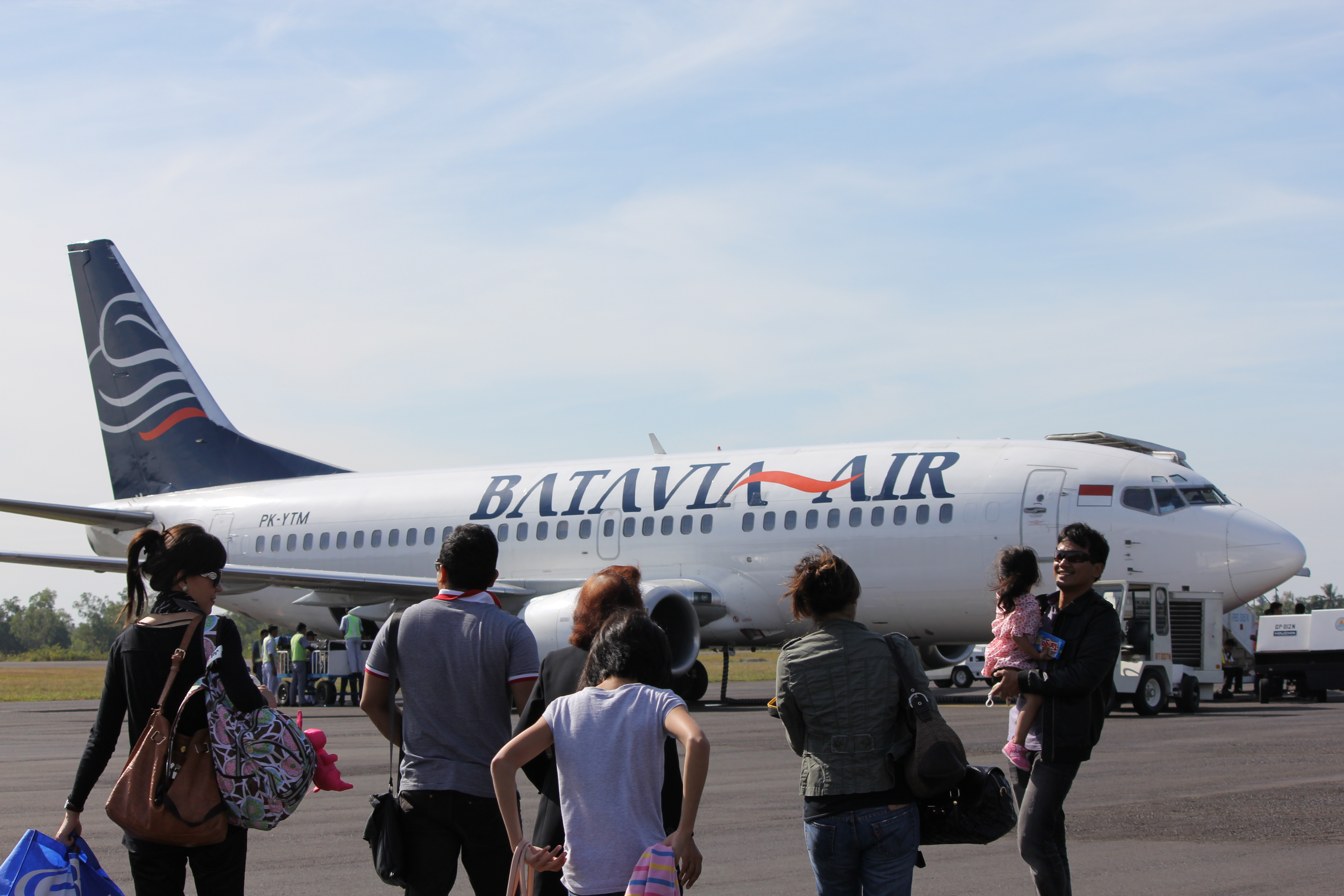
巴達維亞航空B737-300

巴達維亞航空是一間營運於東南亞地區的廉價航空。其總部位於印尼雅加達，營運目的地分布於印尼國內以及新加坡、中國和馬來西亞。

## 機隊

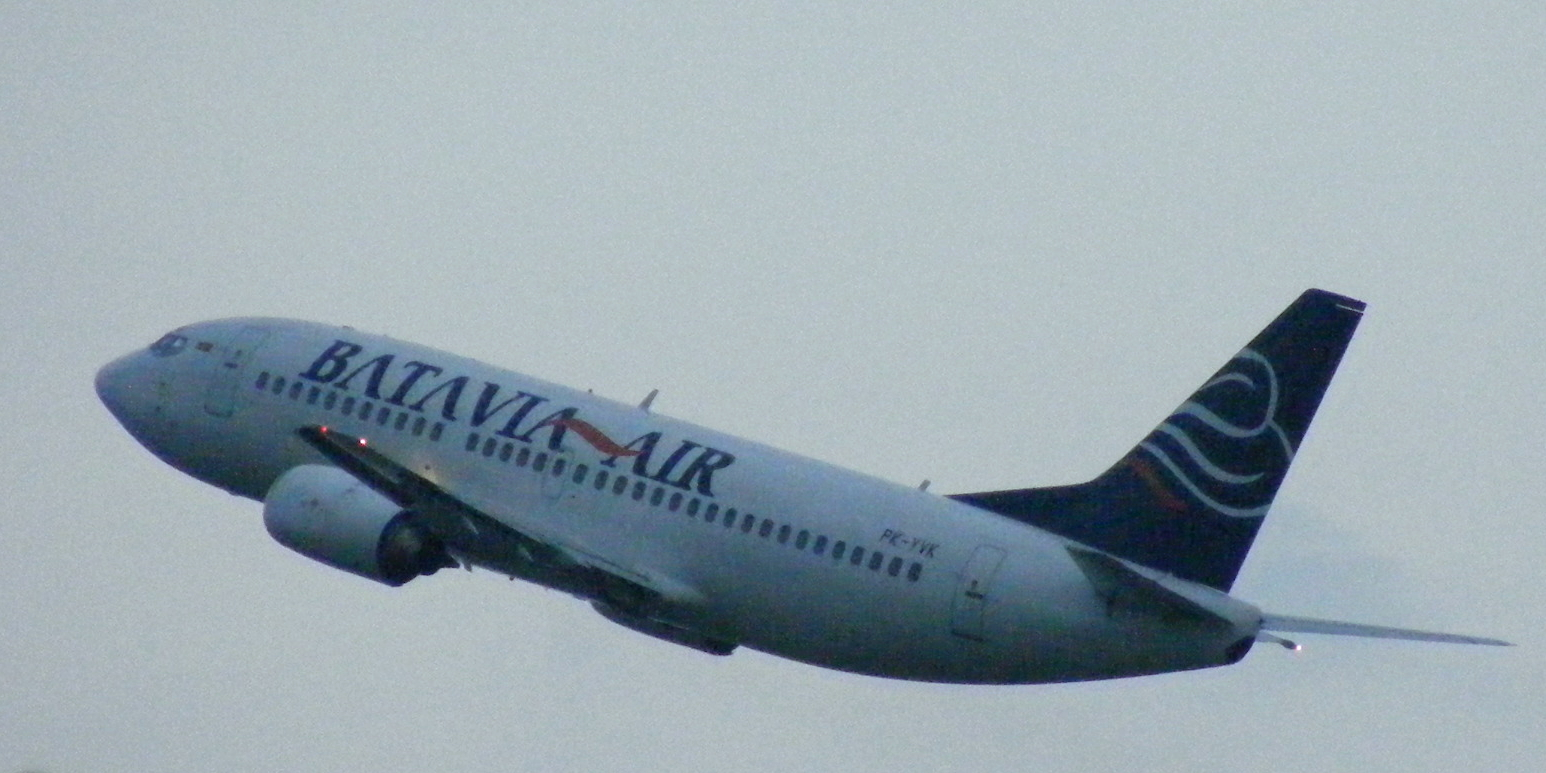
巴達維亞航空737-300起飛

## 外部連結
- Batavia Air （页面存档备份，存于）
- Batavia Air Fleet
- Batavia Air Online Reservation